# Hemiceras geraesa
Hemiceras geraesa är en fjärilsart som beskrevs av William Schaus 1937. Hemiceras geraesa ingår i släktet Hemiceras och familjen tandspinnare. Inga underarter finns listade i Catalogue of Life.